# Pierre-Charles Villeneuve
Pierre-Charles-Jean-Baptiste-Silvestre de Villeneuve (31 decembrie 1763 - 22 aprilie 1806) a fost un ofițer naval francez din timpul Războaielor napoleoniene. El s-a aflat la comanda flotelor franceză și spaniolă învinse de către Nelson în Bătălia de la Trafalgar.

## Începutul carierei
Villeneuve s-a născut în 1763 la Valensole, Basses Alpes, și s-a înrolat în marina franceză în 1778. Deși provenea dintr-o familie aristocrată, a fost un susținător al Revoluției Franceze, renunțând la formula aristocrată „de” din numele său și reușind astfel să-și continue serviciul în marină atunci când ceilalți ofițeri aristocrați au fost înlăturați. A participat la mai multe bătălii și prin urmare a fost promovat în gradul de contra-amiral în 1796.
La Bătălia de pe Nil din 1798 el era la comanda escadronului din ariergardă. Nava sa, Guillaume Tell, a fost una dintre cele numai două nave franceze de linie care au reușit să scape după bătălie. A fost capturat curând după aceea de către britanici atunci când aceștia au ocupat insula Malta, însă apoi a fost eliberat. A fost criticat deoarece nu s-a angajat în luptă împotriva britanicilor la Nil, însă Napoleon l-a considerat un „om norocos”, cariera sa nefiindu-i afectată.
În 1804, Napoleon i-a ordonat lui Villeneuve, acum viceamiral staționat la Toulon, să scape de blocada navală britanică, să distrugă flota acesteia din Canalul Mânecii și să permită astfel ca plănuita invadare a Marii Britanii să aibă loc. Pentru a distrage apărarea britanică, Villeneuve trebuia să navigheze în Indiile de Vest, unde ar fi trebuit să facă joncțiunea cu flotele spaniolă și cea franceză din Brest, să atace posesiunile britanice din Caraibe și apoi să se întoarcă travesând Atlanticul pentru a distruge escadroanele britanice din Canalul Mânecii și să escorteze Armata Angliei din tabăra sa de la Boulogne către victorie în Anglia.